# Helga Fägerskiöld
Helga Davida Fägerskiöld, född 30 september 1871 i Härna, död 25 september 1958 i New York, var en svensk mordåtalad. Hon var en centralfigur i det så kallade Broxviksdramat 1896–1898.

## Biografi
Helga Fägerskiöld var dotter till civilingenjören friherre Knut Henrik Fägerskiöld och Georgina Sofia Gunilla Adelsköld samt gifte sig 1908 med den amerikanske advokaten William W White i USA.
Helga Fägerskiöld var gäst på fideikommissegendomen Broxvik utanför Norrköping hos kammarherren Evert Taube von Block vid dennes död 14 december 1895. Mot tystnadslöfte talade hon om för sin trolovade, äldste sonen Evert Taube, att hans mor Betzy von Röök genom giftet sublimat hade mördat hans far. Taube bröt tystnadslöftet och spred misstanken. Tillsammans med Fägerskiöld informerade han sedan advokaten Karl Staaf och lät göra en obduktion 23 oktober 1896. Vid obduktionen påträffades mindre mängder arsenik och kvicksilver (som kan härröra från sublimat).
Åtal väcktes då mot Betzy von Röök för mord. Det besvarades av henne med anklagelse mot Fägerskiöld för ärekränkning. Den 29 november 1897 avgav Fägerskiöld en bekännelse. Hon uppgav att hon själv hade förgiftat Evert Taube von Block med sublimat. Hennes motiv var en önskan att hennes trolovade skulle få överta Broxvik direkt, medan hans mor som anklagad för mordet skulle uteslutas eller överföra det på den yngre sonen. Hon fingerade sedan ett överfall på sig i Stockholm; hon ansågs ha gjort detta för att kunna hävda att bekännelsen var förfalskad av den som överfallit henne. Hon återtog sedan bekännelsen och uppgav att hon hade velat vända uppmärksamheten från det faktum att hon hade fått ett barn.
Helga Fägerskiölds erkännande stöddes av vissa omständigheter, vilket gjorde att hon häktades och åtalades för mord, medan Betzy von Röök frikändes. Den 1 april 1898 frikändes Fägerskiöld, eftersom rätten inte ansåg sig kunna fälla henne mot hennes nekande utan bevis. Helga Fägerskiöld lämnade Sverige efter rättegången och tillbringade resten av sitt liv i USA, där hon bland annat arbetade med sjukgymnastik och hade en skönhetssalong.
Rättegången var på sin tid sensationspräglad och uppmärksammad och blev politiskt färgad. Båda parternas ombud vädjade till allmänheten och spelade på populism och folk tog parti för eller emot utifrån politiska sympatier och antipatier. Yngve Lyttkens skildrade detta i boken Dramat på Broxvik (1948), vilken i sin tur har beskrivits som tendentiös och okritisk till Fägerskiöld.

## Fiktion
Helga Fägerskiöld skildras i En väv av lögner (2023) av Kristin Fägerskjöld.